# Новосёловка (Раздельнянский район)
Новосёловка (укр. Новоселівка) — село, относится к Раздельнянскому району Одесской области Украины.
Население по переписи 2001 года составляло 227 человек. Почтовый индекс — 67413. Телефонный код — 4853. Занимает площадь 0,846 км². Код КОАТУУ — 5123980403.

## Местный совет
67440, Одесская обл., Раздельнянский р-н, с. Бецилово